# Lithocarpus aggregatus
Lithocarpus aggregatus Barnett – gatunek roślin z rodziny bukowatych (Fagaceae Dumort.). Występuje endemicznie w Tajlandii. 

## Morfologia
PokrójZimozielone drzewo dorastające do 20 m wysokości.
LiścieBlaszka liściowa ma eliptyczny kształt. Mierzy 9–24 cm długości oraz 3,5–9 cm szerokości, ma ostrokątną nasadę i ostry wierzchołek. Ogonek liściowy jest nagi i ma 15–20 mm długości.
KwiatyZebrany są w kłosy o długości 8 cm, rozwijają się w kątach pędów.
OwoceOrzechy o półkulistym kształcie, dorastają do 20–25 mm średnicy. Osadzone są pojedynczo w łuskowatych miseczkach, które mierzą 22 mm średnicy.